# Un amore per sempre (film 2004)
Un amore per sempre è un film per la televisione del 2004 diretto da Michael Landon Jr. e basato su una serie di libri scritti da Janette Oke. 

## Trama
Missie Davis è una giovane donna che, pur lavorando come insegnante elementare, dedica molto tempo alla lettura. Suo padre ha un incidente quasi fatale, ma viene salvato da un misterioso straniero con un passato travagliato. Quando Missie incontra un giovane ricco, che è proprio come gli eroi dei romanzi che legge, è divisa tra i due e deve decidere ciò che è veramente importante.

## Critica
Hanno ottenuto un Camie Award per la loro parte nel film: 
- Robert Halmi Jr. (produttore esecutivo)
- Larry Levinson (produttore esecutivo)
- Lincoln Lageson (produttore esecutivo)
- William Spencer Reilly (produttore esecutivo)
- Michael Landon Jr. (regista/sceneggiatore)
- Cindy Kelley (sceneggiatrice)
- Janette Oke (storia originale)
- January Jones (attrice)
- Logan Bartholomew (attore)
- Mackenzie Astin (attore)
- Dale Midkiff (attore)
- Katherine Heigl (attrice)

## Curiosità
January Jones, che interpreta la quasi adulta figliastra di Katherine Heigl, è, in realtà, più grande di lei di dieci mesi.